# Albert Louis Deullin
Albert Louis Deullin (ur. 24 sierpnia 1890, zm. 29 maja 1923) – francuski as myśliwski z czasów I wojny światowej. Osiągnął 20 zwycięstw powietrznych.

## Życiorys
Albert Louis Deullin do armii francuskiej wstąpił w 1906 roku. W momencie wybuchu wojny służył w 8 Regiment de Dragons. W kwietniu 1915 roku został przeniesiony do lotnictwa. Od lipca 1915 roku służył w eskadrze Escadrille MF 62. W jednostce odniósł swoje pierwsze zwycięstwo powietrzne – 10 lutego 1916 roku zestrzelił niezidentyfikowany niemiecki samolot. Trzecie zwycięstwo odniósł 31 marca nad samolotem Fokker E w okolicach Consenvoye-Beaumont. 2 kwietnia został po raz pierwszy ranny. Po 2 tygodniach leczenia powrócił do czynnej służby. W międzyczasie został odznaczony Legią Honorową. 
W lutym 1917 roku po odniesieniu 10 potwierdzonego zwycięstwa Deullin został mianowany dowódcą eskadry SPA 73. Ostatnie potwierdzone zwycięstwo powietrzne odniósł 19 maja 1918 roku. W czerwcu 1918 roku został po raz drugi odznaczony Legią Honorową. Deullin był także odznaczony Krzyżem Wojennym z 14 palmami. W 1918 roku został mianowany dowódcą Groupe de Combat 19.
Po zakończeniu wojny pozostał w lotnictwie. Zginął w wypadku lotniczym testując samolot w Villacoublay 29 maja 1923 roku.